# Oléron

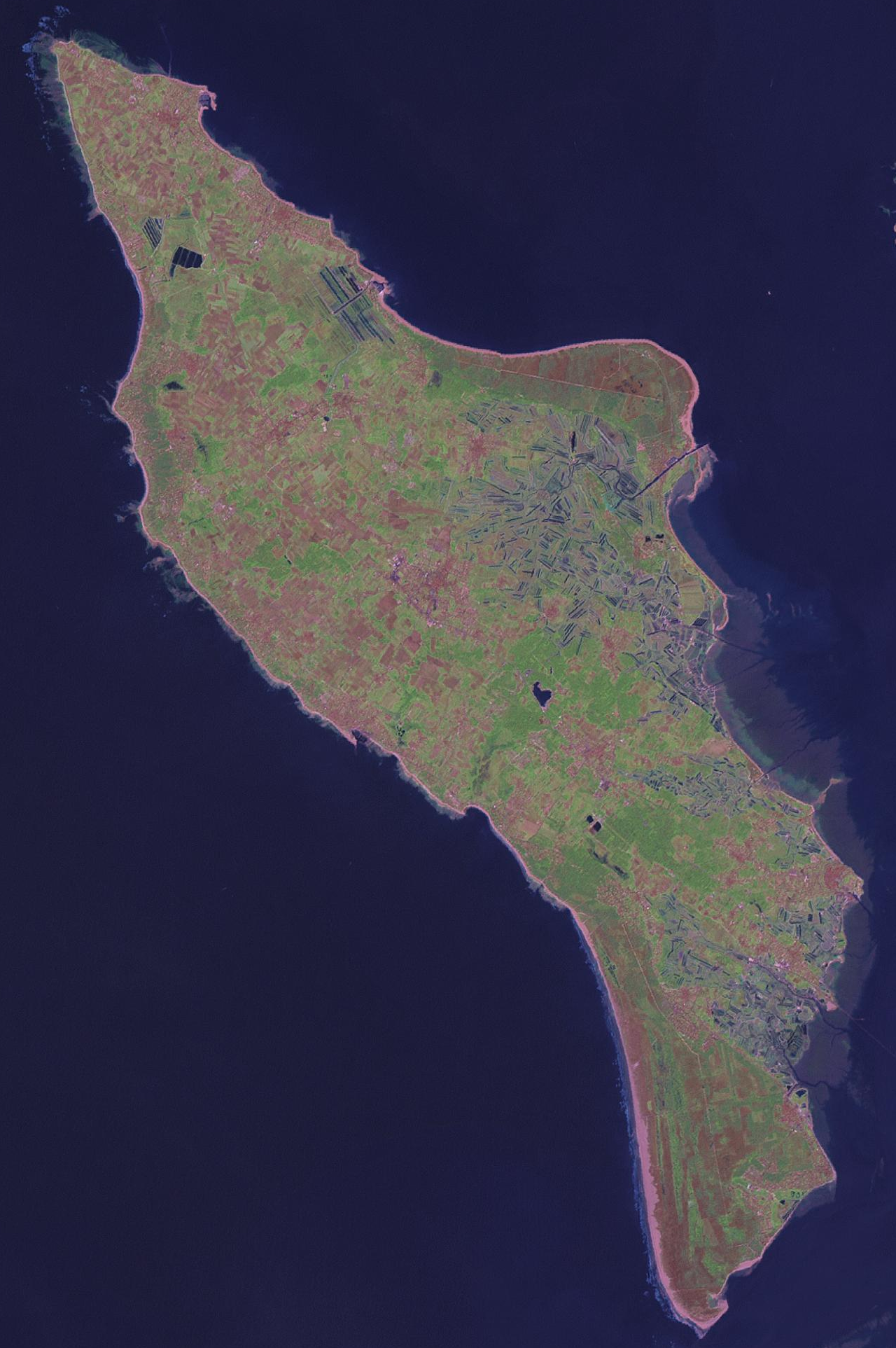
Foto dell'isola d'Oléron.

L'isola d'Oléron (in francese: île d'Oléron; in santongese: ilâte d'Olerun) è un'isola della costa atlantica della Francia di fronte a Rochefort. Con una superficie di 175 km², è la più grande delle isole metropolitane, dopo la Corsica.

## Geografia fisica
L'isola è piatta, molto simile alla vicina isola di Ré, lunga 34 km con una larghezza massima di 12 km e con il punto più elevato a 34 m sul livello del mare è situata ad ovest di Rochefort ed a sud dello stretto detto Porta d'Antioco, che la divide dall'isola di Ré, nel dipartimento della Charente Marittima nella regione Nuova Aquitania.

## Storia
Tra il 1152 ed il 1160 Eleonora d'Aquitania redasse il Regolamento d'Oleron che concerneva delle regolamentazioni marittime inerenti ai marinai ed i loro comandanti, i mercanti e le relative mercanzie ed i metodi di caricazione, le navi e le loro relative manovre. Eleonora poi passò qualche mese del 1199, nel suo castello di Le Château-d'Oléron, prima di ritirarsi nell'abbazia di Fontevrault, dove morì nel 1204.

Nel 1306, Edoardo I d'Inghilterra donò l'isola al figlio, erede al trono, Edoardo come parte del ducato di Aquitania.
Tra il XVI ed il XVII secolo l'isola fu luogo di scontro tra gli ugonotti ed i lealisti cattolici. All'inizio del 1625 il protestante Beniamino, duca di Rohan-Soubise si impadronì dell'isola di Oléron dopo aver conquistato la vicina isola di Ré, ma dopo pochi mesi, a seguito di una vittoriosa battaglia navale nello specchio di mare prospiciente (15 settembre dello stesso anno) contro lo stesso Soubise, l'ammiraglio francese Enrico II, duca di Montmorency la riconquistò.
L'isola fu una delle ultime sacche di resistenza tedesche durante la seconda guerra mondiale e fu liberata dalle forze alleate solo tra il 30 aprile ed il 1º maggio 1945.

## Economia
Su Oléron si pratica l'ostricoltura.

## Infrastrutture e trasporti
Dal 1966, l'isola è collegata al continente da un ponte stradale, lungo 2862 m, il terzo più lungo ponte della Francia dopo quelli di Saint-Nazaire e dell'île de Ré; dal 1991 il passaggio sul ponte è libero da pedaggi.

## Amministrazione

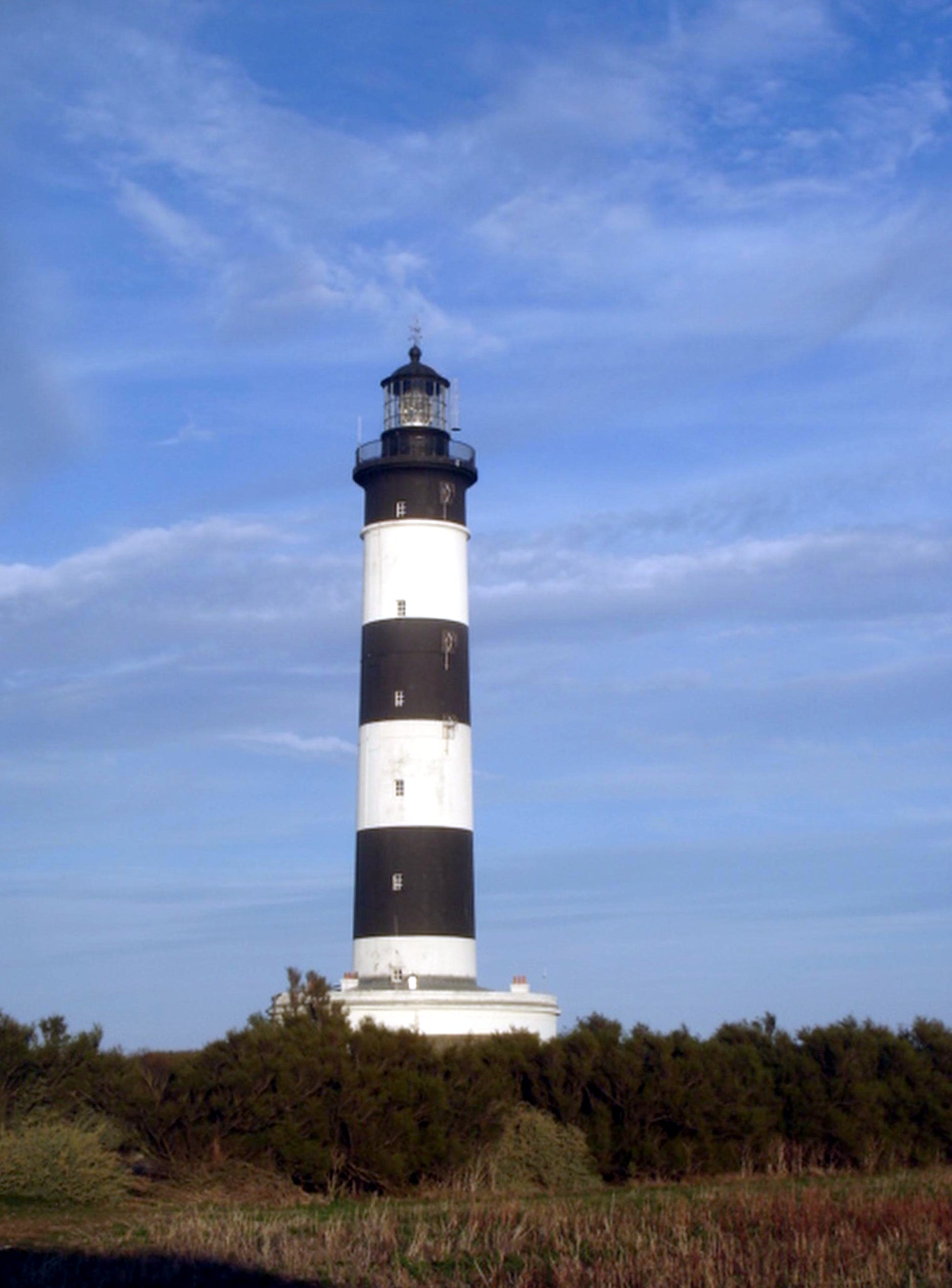
Faro di Chassiron

Amministrativamente l'isola dipende dal dipartimento della Charente Marittima che fa parte della regione del Poitou-Charentes. L'isola è divisa in otto comuni raggruppati in due cantoni (Le Château-d'Oléron e Saint-Pierre-d'Oléron) e nella Comunità dei comuni dell'isola d'Oléron:
- La Brée-les-Bains
- Le Château-d'Oléron
- Dolus-d'Oléron
- Le Grand-Village-Plage
- Saint-Denis-d'Oléron
- Saint-Georges-d'Oléron
- Saint-Pierre-d'Oléron
- Saint-Trojan-les-Bains

L'isola ha circa 20 000 abitanti permanenti.